# جان فیهی
جان فِیهی (انگلیسی: John Fahey; ۲۸ فوریهٔ ۱۹۳۹ – ۲۲ فوریهٔ ۲۰۰۱) گیتارنواز فینگراستایل پیش‌رو و صاحب‌سبک اهل ایالات متحده آمریکا بود که گیتار آکوستیک سیم‌فولادی می‌نواخت. او بین سال‌های ۱۹۵۹ تا ۲۰۰۱ میلادی فعالیت می‌کرد و از انواع سبک‌ها، به‌ویژه موسیقی فولکلور و بلوز الهام می‌گرفت. تکنیک خودآموخته‌اش را گیتار بدوی آمریکایی (American Primitive Guitar) نام نهاده‌اند.